# Острів Лисянського
Папаапого, також відомий як Острів Лисянського (гав. Papa‘āpoho, англ. Lisianski Island) – у Тихому океані, належить до групи Гавайських островів. Безлюдний острів площею 1,55571 км². Найвища точка – 12 м над рівнем моря. Це низький, плаский піщано-кораловий острів приблизно у 905 морських милях (1041 миля; 1676 км) на північний захід від міста Гонолулу, Гаваї. Острів оточений рифами та мілинами. Потрапити на острів можна лише на гелікоптері або на човні через вузьку піщану затоку на південно-східному боці острова. Політично острів є частиною графства Гонолулу у штаті Гаваї (США). На ньому немає постійного населення.
Острів Лісянського складається з вапняку, який перекриває затоплену вершину згаслого щитового вулкану, який був активний близько 20 мільйонів років тому. Острів Лисянського зазнає повільного процесу ерозії і має западину між двома високими піщаними дюнами, яка, як вважають, колись була лагуною, подібною до острова Лайсан, його найближчого сусіда. З цієї причини гавайська назва острова Papa'āpoho означає «острів з западиною». Понад три чверті буревісників Боніна, які мешкають на Гаваях, гніздяться тут. Недавнє відкриття викопних рештків на острові вказує на те, що на ньому колись існувала популяція качок Ляйсан, яка, можливо, населяла колишню лагуну.
Острів Лісянського названий на честь Юрія Лисянського, дослідника часів Російської імперії, офіцера флоту, українця за походженням. Лисянський був командиром торгового шлюпу Російсько-Американської компанії «Нева», який був у дослідницькій місії в рамках першого навколосвітнього плавання Росії, коли сів на мілину на острові у 1805 році. Лисянський повідомив, що острів  не мав нічого цікавого, за винятком тих випадків, коли навколишні рифи та мілини становили загрозу для суден, що проходять повз.
10 травня 1857 року король Камехамеха IV претендував на острів для Королівства Гаваї. У 1890 році компанія "North Pacific Phosphate and Fertilizer Company" придбала острів в оренду на двадцять років у Королівства Гаваї.
Після повалення Гавайської монархії у 1893 році острів Лисянського став частиною Республіки Гаваї у 1894 році. 12 серпня 1898 року Сполучені Штати анексували Гаваї, включаючи острів, який був включений до території Гавайських островів. У 1909 році острів Лисянского став частиною нового заповідника птахів Гавайських островів, який пізніше став Національним заповідником дикої природи Гавайських островів, заснованого президентом США Теодором Рузвельтом . До цього на острові була небезпека з приводу браконьєрського полювання на птахів.
Коли Гаваї стали штатом США у серпні 1959 року, острів Лисянського став частиною нового штату Гаваї. 15 червня 2006 року він був включений до національного морського заповідника - пам'ятника природи "Папаханаумокуакеа".
Мілина "Неви" - це мілководний риф на південний схід від острова Лисянського, що займає 979 квадратних кілометрів (378 квадратних миль), більше ніж вдвічі менше Оаху. Лисянський назвав цю мілину на честь свого корабля "Нева", який зупинився тут 17 жовтня 1805 року. Мілина неглибока і ускладнює доступ до острова. Риф був описаний дайверами як «кораловий сад» через велику різноманітність коралів. На рифах, що оточують острів Лісянського, виявлено двадцять чотири типи коралів. Рифових риб багато, у тому числі й хижаків.